# Equus caballus gallicus
Vous lisez un « bon article » labellisé en 2012.
Equus gallicus
Sous-espèce
Equus caballus gallicus (le « cheval de Gaule ») est une sous-espèce préhistorique d’Equus caballus (le cheval) ayant vécu au Paléolithique supérieur. Il apparaît à l'Aurignacien en raison de changements climatiques, pour arpenter le territoire de l'actuelle France au Gravettien et jusqu'à la fin du Solutréen. Ses fossiles, datés de 40 000 ans jusqu'à 15 000 ans environ avant notre ère, sont proches de ceux d’Equus caballus germanicus (le cheval germanique) et pourraient ne pas correspondre à une sous-espèce valide. Décrit pour la première fois par François Prat en 1968, il est haut d'environ 1,40 m et se distingue de Equus caballus germanicus essentiellement par sa denture et sa taille légèrement plus réduite.

## Statut de validité
Entre les spécialistes il n'y a pas de consensus au sujet de la validité de la sous-espèce Equus caballus gallicus. D’après les découvertes paléontologiques sur de nombreux sites du territoire français actuel, comme ceux de Solutré, de Camiac et de La Quina, François Prat postule qu’Equus caballus gallicus a progressivement remplacé Equus caballus germanicus et que les deux sous-espèces sont distinctes. Au contraire, Véra Eisenmann, chercheuse du CNRS et du MNHN, postule que les spécimens attribués à Equus caballus gallicus ne présentent pas une variation suffisamment distincte de la sous-espèce Equus caballus germanicus. Il est tout de même admis qu’Equus caballus arcelini, une sous-espèce elle bien différenciée, a bien remplacé les populations constituées par les spécimens traditionnellement attribués à l'ensemble Equus caballus germanicus et Equus caballus gallicus.

## Découverte et taxonomie
La découverte de cette sous-espèce fait suite à l'examen des ossements de chevaux trouvés à Solutré, et récupérés par Jean Combier. Remarquant des différences de morphologie associées à différentes datations (ce qui suggère différentes espèces ou sous-espèces parmi ces fossiles), François Prat et ce dernier postulent l'existence de deux types de chevaux différenciés sur ce site : Equus caballus gallicus et Equus caballus arcelini. Le nom choisi fait référence au territoire qu’Equus caballus gallicus a occupé, la Gaule.
Parce qu'il forme la majorité des fossiles retrouvés à Solutré, c'est généralement à Equus caballus gallicus que se réfère le nom, encore très courant, de « cheval de Solutré ». Il est considéré comme une sous-espèce. L'histoire évolutive des Équidés restant sujette à controverses, il arrive (rarement) qu'il soit considéré comme une espèce du genre Equus, nommée Equus gallicus.
Tous les préhistoriens et paléontologues ne reconnaissent pas l'existence de ce taxon. Vera Eisenmann postule que Equus caballus germanicus peut présenter des variations de taille et de denture, et donc qu’Equus caballus gallicus n'a jamais existé. Selon elle, Equus caballus arcelini aurait succédé directement à Equus caballus germanicus 15 000 ans avant notre ère, avec des changements morphologiques beaucoup plus visibles,.

## Description

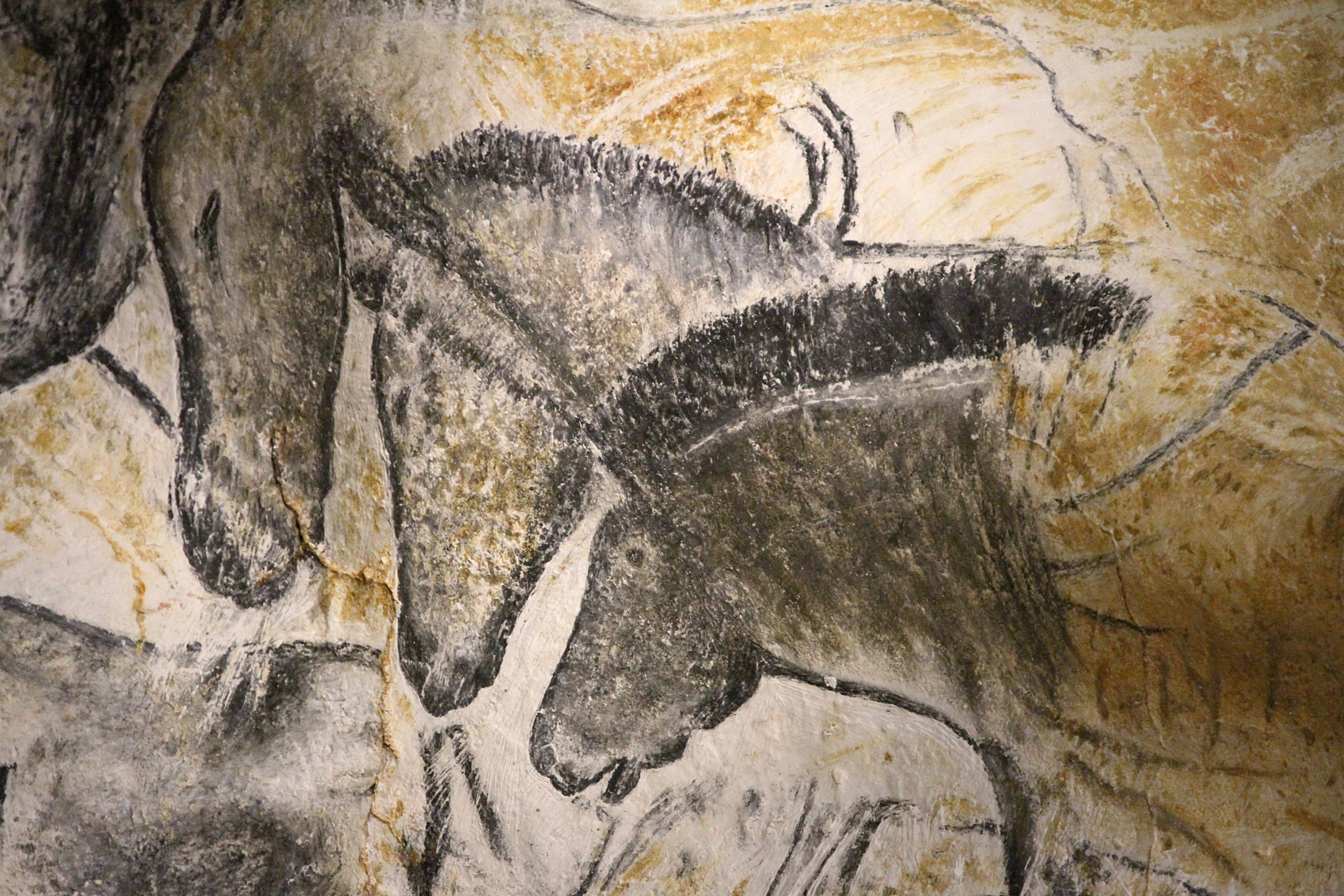
Les chevaux de la grotte Chauvet, peints pendant l'Aurignacien (31000 AP), sont peut-être des Equus caballus gallicus.

### Histoire évolutive
D'après une théorie émise par N. Spassov et N. Iliev en 1997, il semblerait que « coupé de la population-mère d’Europe du Nord et Centrale par des barrières climatiques, Equus (caballus) germanicus ait évolué en gallicus puis en arcelini à l’Ouest de l’Europe », tandis que les chevaux d'Europe de l’Est et du Sud-Est ont connu une évolution différente. Le passage d’Equus caballus germanicus à gallicus semble assez progressif d'après Vera Eisenmann, ce passage accompagnant les modifications du biotope. Du fait que les chevaux se nourrissent de plus en plus de graminées, leur dentition se modifie.

### Apparence et caractéristiques du squelette
Equus caballus gallicus est décrit pour la première fois par François Prat en 1968. De taille inférieure à celle d’Equus caballus germanicus (soit 1,40 m en moyenne), il présente une morphologie différente, avec des caractères caballins mieux affirmés sur sa denture,,. Il est aussi plus léger que ce dernier, doté de sabots larges et d'une tête courte et volumineuse pourvue de dents robustes, reposant sur une encolure courte et large. En se basant sur les peintures pariétales et les chevaux primitifs comme le Przewalski, les spécialistes lui attribuent une robe bai dun ou bai pangaré (pelage brun-jaune clair, crins et extrémités noirs, décoloration du dessous).

### Époque
Equus caballus gallicus apparaît après la première moitié du Würm III. Il est indissociable de l'Aurignacien et du Gravettien. Il perdure jusqu'au Solutréen puis au Magdalénien. Entre -35 000 et -22 000 B.P., le climat de la France actuelle est froid ou tempéré. On trouve alors de vastes zones où poussent des herbes, propices aux troupeaux de chevaux. Il est ensuite possible qu'une nouvelle espèce ou sous-espèce mieux adaptée aux contraintes climatiques ait succédé à Equus caballus gallicus dans le Sud-ouest français, à la fin du Würm IV, mais cette question reste discutée.

### Biotope et éthologie
Equus caballus gallicus vit de préférence dans les « milieux de steppes sèches à composées » comportant peu de plantes hygrophiles, au climat froid et sec, où l'herbe abonde. Grégaire, il se rassemble en vastes troupeaux et affectionne les terrains vastes et découverts, ce qui lui permet de se mouvoir rapidement pour chercher des prairies où il peut se nourrir. Il supporte une grande amplitude thermique, de même que le climat tempéré.

## Lieux de présence
Equus caballus gallicus est fréquent dans le Sud-ouest de l'actuelle France, particulièrement l'Aquitaine, le Périgord et le Quercy. Ses restes sont identifiés sur différents sites préhistoriques, notamment Camiac (en Gironde, 35 000 ans avant notre ère) et Jaurens (en Corrèze, 30 000 ans avant notre ère),. Cette sous-espèce succède généralement à Equus caballus germanicus, puis est elle-même remplacée par Equus caballus arcelini, associée au Magdalénien.

### Solutré

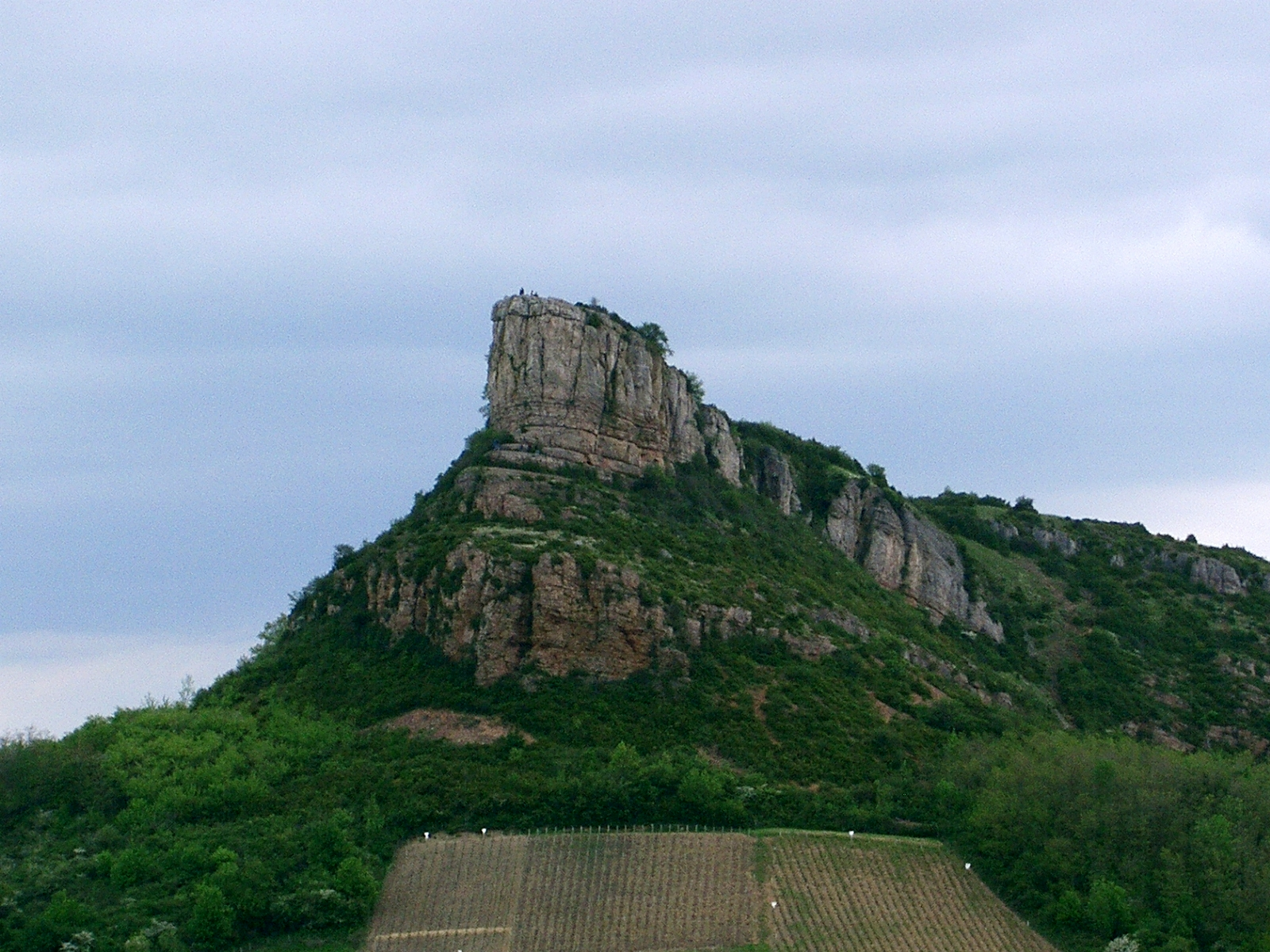
La roche de Solutré, près de laquelle ont été découverts des restes d’Equus caballus gallicus.

Solutré est le premier site où les ossements de cette sous-espèce ont été identifiés. Il semblerait qu'Equus caballus gallicus soit apparu dans la région durant la seconde moitié du Würm III, comme successeur d’Equus caballus germanicus qui l'arpentait depuis le Würm II,. Les chevaux passaient vraisemblablement souvent à proximité du rocher de Solutré durant leurs migrations saisonnières, hivernant dans les vallées du Rhône et de la Saône pour remonter sur des plateaux à l'Ouest avec le retour de la chaleur. Les groupes humains du Paléolithique profitaient du passage de nombreux troupeaux pour abattre des animaux.

### Ardennes
En 1985, Jean-Pierre Penisson synthétise des travaux à propos des nombreux restes de chevaux préhistoriques retrouvés dans la région ardennaise. Ainsi, durant le Würm II, Equus caballus gallicus s'établit dans la région de Dommery. Selon le laboratoire de géologie du quaternaire et préhistoire de l’Université Bordeaux-I, ce cheval pourraient être à l’origine de la race actuelle de l'Ardennais. De leur côté, les chercheurs belges remarquent qu'à la même époque, Equus caballus germanicus est progressivement supplanté par Equus caballus gallicus, qui devient un gibier très prisé par l’être humain dès la fin du Paléolithique supérieur. Durant l'Holocène, le cheval se fait plus rare dans la région. On a longtemps vu l'Ardennais (l'une des races de chevaux les plus anciennes, probablement le plus ancien cheval de trait d'Europe) comme un descendant direct du « cheval de Solutré »,,, qui au 50e millénaire av. J.-C. vivait dans les bassins de la Saône et de la Meuse, et se serait établi sur des plateaux schisteux au climat rigoureux à la même époque. Cependant, ren ne prouve que les chevaux du site de Solutré aient migré vers les Ardennes.

### La Quina
Sur le site de La Quina également, Equus caballus gallicus succède à Equus caballus germanicus. Cette évolution est vraisemblablement liée à des changements climatiques. La datation par le carbone 14 la fait remonter à 43 000 ans environ, ou à 35 000 ans, les différences étant peut-être dues au manque de précision de cette méthode.

### Grotte Tournal
Située sur la commune de Bize-Minervois dans l'Aude, elle connaît aussi une transition entre les deux sous-espèces, datée d'environ 33 000 ans avant notre ère,, est donc plus tardive qu'à La Quina. La majorité des ossements retrouvés appartiennent à Equus caballus gallicus.

### Note
1. ↑  Vera Eisenmann notamment emploie cette graphie.
2. ↑  Avec le réchauffement du climat, des forêts commencent à recouvrir ces territoires, formant un biotope beaucoup moins favorable aux chevaux
3. ↑  Le cheval de Solutré n'existe pas en tant que tel, plusieurs sous-espèces de chevaux étant identifiées sur ce site, même si Equus caballus gallicus en représente la majorité.

#### Articles
- François Prat, Le Cheval de Solutré, Equus caballus gallicus Prat, 1968, Bordeaux, Soc. Anthropologique du Sud-Ouest, 1969, 4, 6 p., 2 fig., 3 tabl.
- C. Mourer-Chauviré, « Le gisement pléistocène supérieur de la grotte de Jaurens à Nespouls, Corrèze, France : Les Équidés », Nouv. Arch. Muséum Hist. nat. Lyon,‎ 1980, p. 17-60, 6 fig., 25 tab., 5 pl
- J.-L. Guadelli, « Révision de la sous-espèce Equus caballus gallicus : Contribution du Cheval à la connaissance des paléoenvironnements », 11ème Réunion des Sciences de la Terre, Clermont-Ferrand,‎ 1986 (lire en ligne)
- J.-L. Guadelli, « Les Chevaux de Solutré », Caractérisation et datation des milieux pléistocènes. Cahiers du Quaternaires, Paris, Ed. du CNRS, no 16,‎ 1991, p. 261-336, 9 fig., 62 tab., 1 annexe
- Vera Eisenmann, « Les chevaux quaternaires européens (mammalia - perrissodactyla). Taille, typologie, biostatigraphie et taxonomie », Geobios, no 6,‎ 1991, p. 747-759
- M. Patou-Mathis, « Archéozoologie des niveaux moustériens et aurignaciens de la grotte Tournal à Bize (Aude) », Gallia préhistoire, no 36,‎ 1994, p. 1-64
- Dominique Armand, « Sur la présence d’Equus caballus gallicus dans les niveaux supérieurs de la station Amont de La Quina (Charente) », Quaternaire, vol. 9, no 4,‎ 1998, p. 345-353 (DOI 10.3406/quate.1998.1616, lire en ligne)
- Yasmina Chaïd-Saoudi, « Le Genre Equus : nouvelles données », Nouvelles de l'archéologie, no 94,‎ 2003, p. 12-14 (présentation en ligne)
- (es) José Yravedra Sainz de los Terreros, « ¿Patrones esqueléticos del paleolítico en la Península Iberica : perspectivas teóricas sobre su interpretación? », Tabona. Revista de Prehistoria y de Arqueologia, no 13,‎ 2004, p. 9-40 (présentation en ligne)
- Alain Langlois, « Le Cheval du gisement Pléistocène moyen de La Micoque (Les Eyzies-de-Tayac, Dordogne) : Equus mosbachensis micoquii nov. ssp. », Paléo, no 17,‎ 2005, p. 73-110 (lire en ligne)

#### Thèses
- F. Prat, Recherches sur les Équidés pléistocènes en France : Thèse de doctorat d’État ès Sciences Naturelles, Faculté des Sciences de Bordeaux, 1968, 4 vol., 696 p., 149 fig., 126 tabl, chap. 226
- J.-L. Guadelli, Contribution à l’étude des zoocénoses préhistoriques en Aquitaine (Würm ancien et interstade würmien), Thèse de l’Univ. Bordeaux I, 1987, 3 tomes, 568 p., 163 fig., chap. 148

#### Ouvrages de recherche
- Enrico Pozzi, Danielle Depracter et Sandra de La Torre, Les Magdaléniens: art, civilisations, modes de vie, environnements : coll. « L'Homme des origines », Éditions Jérôme Millon, 2004, 368 p. (ISBN 9782841371440, lire en ligne), p. 63.